# Stenocranus arundineus
Stenocranus arundineus är en insektsart som beskrevs av Metcalf 1923. Stenocranus arundineus ingår i släktet Stenocranus och familjen sporrstritar. Inga underarter finns listade i Catalogue of Life.